# Tarenna bartlettii
Tarenna bartlettii är en måreväxtart som beskrevs av Henry Nicholas Ridley. Tarenna bartlettii ingår i släktet Tarenna och familjen måreväxter. Inga underarter finns listade i Catalogue of Life.